# Lake Worth, Texas
Lake Worth là một thành phố thuộc quận Tarrant, tiểu bang Texas, Hoa Kỳ. Năm 2010, dân số của xã này là 4584 người.

## Dân số
- Dân số năm 2000: 4618 người.
- Dân số năm 2010: 4584 người.